# コルネリウス氏族
コルネリウス氏族（コルネリウスしぞく、ラテン語: gens Cornelia）は、古代ローマの氏族の一つ。パトリキ系の氏族で、共和政期ローマにおいて多くの有力者を輩出した。女性形はコルネリアでコルネリウス氏族の娘はこの名で呼ばれた。

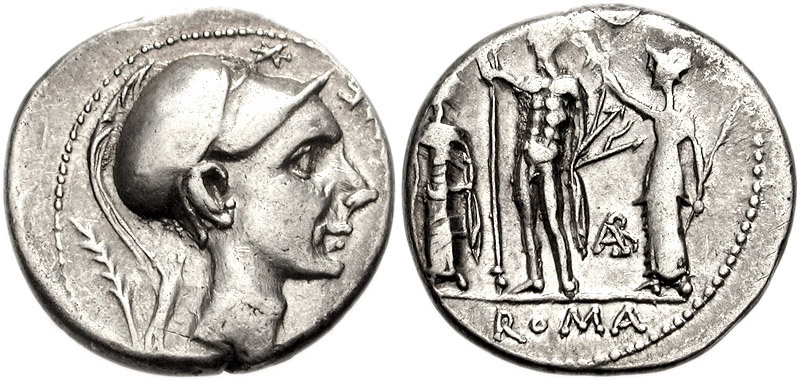
スキピオ・アフリカヌスの刻まれたデナリウス銀貨

## 概要
コルネリウス氏族は有力な氏族であり多くの枝族を持っていた。共和政樹立直後の紀元前5世紀から家族こそ入れ替わるものの連綿と続いており、特に共和政中期から末期にかけてはスキピオ、キンナ、傍系に過ぎなかったスッラといういずれもコルネリウスの氏族名を持つ家族がローマの政治の中心を担っていた。
コルネリウス氏族は他の氏族同様解放奴隷やクリエンテスにも自らの氏族名を与えており、帝政期の歴史家コルネリウス・タキトゥスもこうした傍流に属したと考えられる。

## 一門

### マルギネンシス家
- プブリウス
  - セルウィウス・コルネリウス・マルギネンシス, 紀元前485年の執政官
    - ルキウス・コルネリウス・マルギネンシス・ウリティヌス, 紀元前459年の執政官
- マルクス・コルネリウス・マルギネンシス, 紀元前450年の十人委員会
- マルクス・コルネリウス・マルギネンシス, 紀元前436年の執政官
- マルクス
  - プブリウス
    - プブリウス・コルネリウス・マルギネンシス, 紀元前393年の執政官
    - マルクス・コルネリウス・マルギネンシス, 紀元前393年の補充ケンソル
    - セルウィウス・コルネリウス・マルギネンシス, 紀元前386年の執政武官
- マルクス
  - プブリウス
    - マルクス・コルネリウス・マルギネンシス, 紀元前369年の執政武官

### コッスス家
- ルキウス
  - マルクス
    - アウルス・コルネリウス・コッスス, 紀元前428年の執政官。史上二人目のスポリア・オピーマ
      - グナエウス・コルネリウス・コッスス, 紀元前409年の執政官
      - プブリウス・コルネリウス・コッスス, 紀元前408年の執政武官
- プブリウス
  - アウルス
    - プブリウス・コルネリウス・コッスス, 紀元前415年の執政武官
      - グナエウス・コルネリウス・コッスス, 紀元前406年の執政武官
      - プブリウス・コルネリウス・コッスス, 紀元前395年の執政武官
- セルウィウス・コルネリウス・コッスス, 紀元前434年の執政武官
- アウルス・コルネリウス・コッスス, 紀元前413年の執政官
- アウルス・コルネリウス・コッスス, 紀元前385年の独裁官。上記アウルスと同一人物という説も
- ルキウス
  - アウルス
    - プブリウス・コルネリウス・ルティルス・コッスス, 紀元前408年の独裁官
- アウルス・コルネリウス・コッスス, 紀元前369年の執政武官
- アウルス
  - プブリウス
    - アウルス・コルネリウス・コッスス・アルウィナ, 紀元前343年の執政官。前332年にも

### スキピオ家
- プブリウス・コルネリウス・スキピオ, 紀元前395年の執政武官
- プブリウス・コルネリウス・スキピオ, 紀元前366年のアエディリス
  - ルキウス・コルネリウス・スキピオ, 紀元前350年の執政官
- プブリウス・コルネリウス・スキピオ・バルバトゥス, 紀元前328年の執政官
- グナエウス
  - ルキウス・コルネリウス・スキピオ・バルバトゥス, 紀元前298年の執政官
    - グナエウス・コルネリウス・スキピオ・アシナ, 紀元前260年の執政官。前254年にも
      - プブリウス・コルネリウス・スキピオ・アシナ, 紀元前221年の執政官

    - ルキウス・コルネリウス・スキピオ, 紀元前259年の執政官
      - グナエウス・コルネリウス・スキピオ・カルウス, 紀元前222年の執政官
        - プブリウス・コルネリウス・スキピオ・ナシカ, 紀元前191年の執政官
          - プブリウス・コルネリウス・スキピオ・ナシカ・コルクルム, 紀元前162年の執政官。前155年にも
            - プブリウス・コルネリウス・スキピオ・ナシカ・セラピオ, 紀元前138年の執政官
              - プブリウス・コルネリウス・スキピオ・ナシカ・セラピオ, 紀元前111年の執政官

        - グナエウス・コルネリウス・スキピオ・ヒスパッルス, 紀元前176年の執政官

      - プブリウス・コルネリウス・スキピオ, 紀元前218年の執政官
        - プブリウス・コルネリウス・スキピオ・アフリカヌス, 紀元前205年の執政官。第二次ポエニ戦争の英雄。大スキピオ
          - コルネリア・アフリカナ, スキピオの娘。大グラックスに嫁ぐ。グラックス兄弟の母
          - プブリウス・コルネリウス・スキピオ, 紀元前180年からアウグル
            - プブリウス・コルネリウス・スキピオ・アフリカヌス・アエミリアヌス, 紀元前147年の執政官。前134年にも。アエミリウス氏族からの養子。小スキピオ

        - ルキウス・コルネリウス・スキピオ・アシアティクス, 紀元前190年の執政官
          - ルキウス
            - ルキウス
              - ルキウス・コルネリウス・スキピオ・アシアティクス, 紀元前83年の執政官[1]
- マルクス・コルネリウス・スキピオ・マルギネンシス, 紀元前176年のプラエトル。ヒスパニア・ウルテリオル担当
- ルキウス・コルネリウス・スキピオ, 紀元前174年のプラエトル。外人担当
- グナエウス・コルネリウス・スキピオ・ヒスパヌス, 紀元前139年のプラエトル。外人担当
- グナエウス
  - グナエウス
    - プブリウス・コルネリウス・スキピオ, 2年の補充執政官[1]

### ルフィヌス家
- プブリウス・コルネリウス・ルフィヌス, 紀元前334年の独裁官。翌年にも
  - グナエウス
    - プブリウス・コルネリウス・ルフィヌス, 紀元前290年の執政官。前277年にも

### レントゥルス家
紀元前303年の執政官の子孫に関してはW. Drumannに基づく
- ルキウス・コルネリウス・レントゥルス, 紀元前327年の執政官
- グナエウス
  - グナエウス
    - セルウィウス・コルネリウス・レントゥルス, 紀元前303年の執政官
      - ティベリウス
        - ルキウス・コルネリウス・レントゥルス・カウディヌス, 紀元前275年の執政官
          - ルキウス・コルネリウス・レントゥルス・カウディヌス, 紀元前237年の執政官
            - グナエウス・コルネリウス・レントゥルス, 紀元前201年の執政官
              - ルキウス・コルネリウス・レントゥルス・ルプス, 紀元前156年の執政官
              - グナエウス・コルネリウス・レントゥルス, 紀元前146年の執政官
                - グナエウス？コルネリウス・レントゥルス, 紀元前137年のプラエトル
                  - グナエウス・コルネリウス・レントゥルス, 紀元前97年の執政官

            - ルキウス・コルネリウス・レントゥルス, 紀元前199年の執政官
              - プブリウス・コルネリウス・レントゥルス, 紀元前162年の補充執政官
                - プブリウス・コルネリウス・レントゥルス, 紀元前128年のプラエトル。マケドニア担当
                  - プブリウス・コルネリウス・レントゥルス・スラ, 紀元前71年の執政官

          - プブリウス・コルネリウス・レントゥルス・カウディヌス, 紀元前236年の執政官
            - プブリウス・コルネリウス・レントゥルス・カウディヌス, 紀元前203年のプラエトル。サルディニア担当
              - ルキウス
                - グナエウス
                  - グナエウス・コルネリウス・レントゥルス・クロディアヌス, 紀元前72年の執政官
                    - グナエウス・コルネリウス・レントゥルス・クロディアヌス, 紀元前59年のプラエトル
- プブリウス・コルネリウス・レントゥルス, 紀元前214年のプラエトル。シキリア担当
- ルキウス・コルネリウス・レントゥルス, 紀元前211年のプラエトル。サルディニア担当
- セルウィウス・コルネリウス・レントゥルス, 紀元前207年のアエディリス
  - セルウィウス・コルネリウス・レントゥルス, 紀元前169年のプラエトル。シキリア担当
- ルキウス・コルネリウス・レントゥルス, 紀元前130年の執政官
- プブリウス
  - グナエウス・コルネリウス・レントゥルス・マルケッリヌス, 紀元前56年の執政官[1]
    - グナエウス
      - セクストゥス・コルネリウス・レントゥルス・マルギネンシス, 10年の補充執政官[1]

  - ルキウス・コルネリウス・レントゥルス・クルス, 紀元前49年の執政官[1]
- セルウィウス
  - ルキウス・コルネリウス・レントゥルス, 紀元前100年のクァエストル
- プブリウス
  - プブリウス・コルネリウス・レントゥルス・スピンテル, 紀元前57年の執政官[1]

### アルウィナ家
- アウルス・コルネリウス・コッスス・アルウィナ
  - プブリウス・コルネリウス・アルウィナ, 紀元前306年の執政官。前288年にも

### ドラベッラ家
- プブリウス・コルネリウス・ドラベッラ, 紀元前283年の執政官
- グナエウス・コルネリウス・ドラベッラ, 紀元前208年のユピテル神官
- ルキウス・コルネリウス・ドラベッラ, 紀元前180年の海軍二人官
  - プブリウス
    - ルキウス・コルネリウス・ドラベッラ, 紀元前100年のプラエトル。ヒスパニア・ウルテリオル担当
- グナエウス
  - グナエウス
    - グナエウス・コルネリウス・ドラベッラ, 紀元前159年の執政官
- グナエウス
  - グナエウス
    - グナエウス・コルネリウス・ドラベッラ, 紀元前81年の執政官[1]
- プブリウス
  - プブリウス・コルネリウス・ドラベッラ, 紀元前44年の補充執政官。暗殺されたガイウス・ユリウス・カエサルの補充[1]
- プブリウス
  - プブリウス
    - プブリウス・コルネリウス・ドラベッラ, 10年の執政官[1]

### メレンダ家
- セルウィウス
  - プブリウス
    - セルウィウス・コルネリウス・メレンダ, 紀元前274年の執政官
- グナエウス・コルネリウス・メレンダ, 紀元前194年のプラエトル。サルディニア担当

### ブラシオ家
- グナエウス
  - プブリウス
    - グナエウス・コルネリウス・ブラシオ, 紀元前270年の執政官。前257年にも
- グナエウス・コルネリウス・ブラシオ, 紀元前194年のプラエトル。シキリア担当
- プブリウス・コルネリウス・ブラシオ, 紀元前165年頃のプラエトル

### スッラ家
- プブリウス・コルネリウス・ルフィヌス[2]
  - プブリウス・コルネリウス・スッラ, 紀元前250年のフラメン・ディアリス（英語版）[2]
    - プブリウス・コルネリウス・スッラ, 紀元前212年のプラエトル・ウルバヌスでペレグリヌス。初めてルディ・アポッリナレス（アポローンの祝祭）を開催[3]。シビュラの書管理委員も務める[4]
      - プブリウス・コルネリウス・スッラ, 紀元前186年のプラエトル。シキリア担当[5]
        - ルキウス[6]
          - ルキウス・コルネリウス・スッラ, フェリクス。紀元前88年、80年の執政官[1]
- セルウィウス・コルネリウス・スッラ, 紀元前175年のプラエトル。サルディニア担当。前171年の可能性もある[7]

### マンムラ家
- アウルス・コルネリウス・マンムラ, 紀元前217年のプラエトル。サルディニア担当
- アウルス・コルネリウス・マンムラ, 紀元前191年のプラエトル
- プブリウス・コルネリウス・マンムラ, 紀元前180年のプラエトル。シキリア担当
- マルクス・コルネリウス・マンムラ, 紀元前173年のレガトゥス

### ケテグス家
- マルクス
  - マルクス
    - マルクス・コルネリウス・ケテグス, 紀元前204年の執政官

  - ルキウス
    - ガイウス・コルネリウス・ケテグス, 紀元前197年の執政官
- プブリウス・コルネリウス・ケテグス, 紀元前184年のプラエトル。ペレグリン担当
- プブリウス
  - ルキウス
    - プブリウス・コルネリウス・ケテグス, 紀元前181年の執政官
- ガイウス
  - ガイウス
    - マルクス・コルネリウス・ケテグス, 紀元前160年の執政官

### メルラ家
- ルキウス
  - ルキウス・コルネリウス・メルラ, 紀元前193年の執政官
- グナエウス・コルネリウス・メルラ, 紀元前189年のレガトゥス
- グナエウス・コルネリウス・メルラ, 紀元前162年のレガトゥス
- ルキウス・コルネリウス・メルラ, 紀元前161年のアエディリス
- グナエウス・コルネリウス・メルラ, 紀元前154年にプトレマイオス7世の下に派遣された
- ルキウス・コルネリウス・メルラ, 紀元前87年の補充執政官[1]

### シセンナ家
- プブリウス・コルネリウス・シセンナ, 紀元前183年の首都プラエトル
- ガイウス・コルネリウス・シセンナ, 紀元前119年のプラエトル。マケドニア担当

### キンナ家
- ルキウス
  - ルキウス・コルネリウス・キンナ, 紀元前127年の執政官
    - ルキウス・コルネリウス・キンナ, 紀元前87年～84年の執政官[1]
      - ルキウス
        - グナエウス・コルネリウス・キンナ・マグヌス, 5年の執政官[1]
        - コルネリア・ポンペイア

### その他
- アウルス・コルネリウス, 紀元前459年のクァエストル
- プブリウス・コルネリウス, 紀元前389年の執政武官
- ルキウス・コルネリウス, 紀元前387年の執政武官
- プブリウス・コルネリウス, 紀元前234年のプラエトル
- グナエウス・コルネリウス, 紀元前174年のフラメン・ディアリス